# Reşat Nuri Güntekin
Reşat Nuri Güntekin (25. listopadu 1889 Istanbul – 7. prosince 1956 Londýn) byl turecký spisovatel a dramatik. Jeho nejznámější román Çalıkuşu (1922) pojednává o osudu mladé turecké učitelky. V tomto díle, ale i v celé své literární práci, využil vlastní zkušenost učitele a později školního inspektora.
Jeho otec byl lékař. Navštěvoval střední školu v Çanakkale a v İzmiru. Vystudoval literaturu na Istanbulské univerzitě, absolvoval v roce 1912. Učil poté na středních školách v Burse a Istanbulu, vyučoval literaturu, francouzštinu a filozofii. Od roku 1931 působil jako inspektor na ministerstvu národního školství. V letech 1933 až 1943 byl poslancem tureckého parlamentu. Roku 1947 byl jmenován hlavním inspektorem ministerstva národního školství, v roce 1950 pak kulturním atašé v Paříži, kdy byl také tureckým zástupcem při UNESCO. Po odchodu do důchodu působil v literární radě Městských divadel v Istanbulu. Zemřel v Londýně, kam se odjel léčit s rakovinou plic. Je pohřben na hřbitově Karacaahmet v Istanbulu.

### Povídky
- Recm, Gençlik ve Güzellik (1919)
- Roçild Bey (1919)
- Eski Ahbab
- Tanrı Misafiri (1927)
- Sönmüş Yıldızlar (1928)
- Leylâ ile Mecnun (1928)
- Olağan İşler (1930)

### Romány
- Çalıkuşu (1922)
- Gizli El (1924)
- Damga (1924)
- Dudaktan Kalbe (1923)
- Akşam Güneşi (1926)
- Bir Kadın Düşmanı (1927)
- Yeşil Gece (1928)
- Acımak (1928)
- Yaprak Dökümü (1930)
- Eski Hastalık (1938)
- Değirmen (1944)
- Kızılcık Dalları (1944)
- Miskinler Tekkesi (1946)
- Harabelerin Çiçeği (1953)
- Kavak Yelleri (1961)
- Son Sığınak (1961)
- Kan Davası (1962)
- Ateş Gecesi (1953)

### Drama
- Hançer (1920)
- Eski Rüya (1922)
- Ümidin Güneşi (1924)
- Gazeteci Düşmanı, Şemsiye Hırsızı, İhtiyar Serseri (1925)
- Taş Parçası (1926)
- Bir Köy Hocası (1928)
- İstiklâl (1933)
- Hülleci (1933)
- Yaprak Dökümü (1971)
- Eski Şarkı(1971)
- Balıkesir Muhasebecisi (1971)
- Tanrıdağı Ziyafeti (1971)